# I. e. 256
Évszázadok: i. e. 4. század – i. e. 3. század – i. e. 2. század
Évtizedek: i. e. 300-as évek – i. e. 290-es évek – i. e. 280-as évek – i. e. 270-es évek – i. e. 260-as évek – i. e. 250-es évek – i. e. 240-es évek – i. e. 230-as évek – i. e. 220-as évek – i. e. 210-es évek – i. e. 200-as évek
Évek: i. e. 261 – i. e. 260 – i. e. 259 – i. e. 258 –  i. e. 257 – i. e. 256 – i. e. 255 – i. e. 254 – i. e. 253 – i. e. 252 – i. e. 251

## Események

### Itália/Észak-Afrika
- Rómában Lucius Manlius Vulso Longust és Quintus Caediciust választják consulnak. Q. Caedicius hamarosan meghal és Marcus Atilius Regulus lép a helyre.
- A rómaiak az első pun háború gyors lezárása törekednek. Felfejlesztik hadiflottájukat mintegy 330 hajóra és Vulso és Regulus consulok 25 ezer katonából álló sereggel elindulnak, hogy partra szálljanak Afrikában és megadásra kényszerítsék Karthágót. A Nagy Hanno és Hamilcar vezette karthágói flotta Szicília déli partjainál talál rájuk, de az Ecnomus-foki csatában vereséget szenvednek a rómaiaktól.
- A római flotta Karthágótól kb. 65 km-re keletre ér partot és a két consul elfoglalja Clupea városát, amelyet a további hadműveletek kiindulópontjaként használnak.
- A szenátus hazarendeli Vulsót és a hajók nagy részét. Regulus a sereggel Afrikában marad és pusztítja a punok hátországát.

### Kína
- Csin állam jelentősebb ellenállás nélkül elfoglalja Csou állam fővárosát, Vangcsenget (ma Loujang). Csou Nan-vang király megadja magát és hamarosan meghal a fogságban. A Csou-dinasztia formálisan véget ér (bár az ország keleti része ekkor még önálló marad és család fejedelmi rangban még uralkodik egy ideig).

## Születések
- Liu Pang, a kínai Han-dinasztia alapítója

## Halálozások
- Csou Nan-vang, a Csou-dinasztia utolsó királya

## Fordítás
- Ez a szócikk részben vagy egészben  a(z)   256 BC című angol Wikipédia-szócikk ezen változatának fordításán alapul.  Az eredeti cikk szerkesztőit annak laptörténete sorolja fel. Ez a jelzés csupán a megfogalmazás eredetét és a szerzői jogokat jelzi, nem szolgál a cikkben szereplő információk forrásmegjelöléseként.